# 대금장 (청양군)
대금장은 대한민국 충청남도 청양군 청남면에 있다. 1998년 4월 30일 청양군의 향토유적 제10호로 지정되었다.

## 개요
대금을 만드는 기술로 우종실선생은 전통적 기법을 사용하여 대금을 제작하고 있으며, 실력에 뛰어나 각종 공예품 경진대회에서 입상하였다.